# Люляково (област Бургас)
Вижте пояснителната страница за други значения на Люляково.
Лю̀ляково е село в Южна България, община Руен, област Бургас.

## География
Село Люляково се намира в югоизточна България, около 50 km северозападно от областния център Бургас и 23 km в същата посока от Айтос, около 26 km на север-североизток от Карнобат и около 18 km на запад-северозапад от общинския център Руен. Разположено е в южните разклонения на Върбишката планина, Източна Стара планина. Селото е застроено по билото и полегатия западен склон на заравнено възвишение, слизащо от север на юг към река Луда Камчия между два нейни малки леви притока, прилежащо почти по цялото си протежение от около 2,5 km към западния приток. Надморската височина намалява от около 280 m в северния край на селото до около 190 – 200 m в южния му край, а в центъра му е около 225 m.
Климатът е преходноконтинентален, почвите в землището са канелено-подзолисти (псевдоподзолисти).
През селото минава третокласният републикански път III-7305, който на запад води през селата Съединение и Камчия към връзка с второкласния републикански път II-73 (Карнобат – Шумен), а на югоизток покрай село Череша към село Вресово и връзка с третокласния републикански път III-208 (Айтос – Провадия). Общински път води на изток-североизток от Люляково през селата Рупча, Планиница и Вишна към връзка с път III-208 (северно от село Дъскотна).
Люляково се захранва с питейна вода от язовир Камчия и от собствен водоизточник.
На около 3 km югоизточно от селото, срещу моста на път III-7305 над река Луда Камчия, има гара/спирка „Люляково“ на минаващата покрай реката железопътна линия Карнобат – Комунари, част от Главна железопътна линия № 3 Илиянци (София) – Варна, а на около 1,2 km северно линията минава през тунел с дължина около 250 m.
Населението на село Люляково нараства от 2155 души към 1934 г. на 2882 към 1985 г., намалява рязко на 2160 към 1992 г. и плавно – до 1636 души към 2018 г.
При преброяването на населението към 1 февруари 2011 г., от обща численост 1717 лица, за 365 лица е посочена принадлежност към „българска“ етническа група, за 1166 – към „турска“ и за останалите не е даден отговор.

## История
След края на Руско-турската война 1877 – 1878 г., по Берлинския договор селото остава на територията на Източна Румелия. От 1885 г. – след Съединението, то се намира в България с името Кереметлик. Преименувано е на Люляково през 1934 г.
В землището на Люляково има 2 селищни могили от халколита. На 3 km южно от селото, на десния бряг на река Луда Камчия са разкрити следи от тракийско селище, продължило да съществува и по време на римското владичество. Люляково е средновековно българско селище, което според легенда се е наричало Граматиково. Сведения за селото под имената Гараматикув, Гараматик и мукатаа Гараматик има в турски регистри от 1488, 1676, 1731 и 1739 г.
Между 1720 г. и 1760 г. селото е разрушено от башибозук, еничари и кърджалии. Голяма част от жителите му се заселват в планината Странджа, друга част – в Карнобатско. Останалото население е насилствено ислямизирано и образува ново село (днешното Люляково) пак под името Граматиково.
През 1914 г. в Люляково се заселват българи от околностите на град Лампсак (в Мала Азия), потомци на въглищари от родопското село Юбрюерен (днес не съществува). Българите от Лампсак се заселват първоначално в областта на манастира „Свети Йоаким и Анна“.
Училището в село Люляково е създадено на 29 август 1919 г. с временна училищна сграда от две стаи от бившето общинско управление. През лятото на 1921 г. се построява малка училищна сграда, която през 1930 г. се разширява чрез пристрояване. През учебната 1933 – 1934 г. училището се оформя като пълно основно със седми клас. Към 15 септември 1937 г. се построява нова едноетажна сграда с четири класни стаи и дирекция, през 1960 г. ѝ се надстроява втори етаж и се пристроява ляво крило. През 1960 г. училището се оформя като пълно осмокласно, а за учебната 1981 – 1982 г. е обособено като средно училище (ЕСПУ). През 1986 – 1987 г. е открит нов корпус, в който учат учениците от началния курс. До 1932 г. училището носи името „Христо Ботев“, а от 1932 г. – „Отец Паисий“.
През 1926 г. е построена църквата „Успение Богородично“. В Държавния архив – Бургас, се съхраняват документи от периода 1926 – 1948 г. на/за Църковно настоятелство при храм „Успение Богородично“ – с. Люляково, Бургаско.
На 31 март 1929 г. в Люляково е основано читалище „Просвета“, а през 1957 г. е построен храмът „Света Богородица“.
В Държавния архив – Бургас, се съхраняват документи от периода 1969 – 1995 г. на/за Обединено трудово кооперативно земеделско стопанство (ОТКЗС) „Васил Левски“ – с. Люляково, Бургаско. Стопанството преминава през няколко фази, посочени в списъка на фондове от масив „C“ на архива във връзка с промените в наименованието на фондообразувателя и съответните периоди:
- Обединено трудово кооперативно земеделско стопанство (ОТКЗС) „Васил Левски“ – с. Люляково, Бургаско (1958 – 1970);
- Аграрно-промишлен комплекс (АПК) – Руен, ОТКЗС – с. Люляково, Бургаско (1971 – 1975);
- АПК – Руен, териториален растениевъден клон – с. Люляково, Бургаско (1976 – 1977);
- АПК – Руен, клоново стопанство – с. Люляково, Бургаско (1978 – 1983);
- АПК – Руен, комплексна бригада – с. Люляково, Бургаско (1984 – 1989);
- Кооперативно земеделско стопанство – с. Люляково, Бургаско (1990 – 1992);
- Земеделска кооперация – с. Люляково, Бургаско (1992 – 1992) и последно
- Ликвидационен съвет на Земеделска кооперация – с. Люляково, Бургаско (1992 – 1995).

## Население

### Етнически състав
Преброяване на населението през 2011 г.
Численост и дял на етническите групи според преброяването на населението през 2011 г.:
|                     | Численост |
| Общо                | 1717      |
| Българи             | 365       |
| Турци               | 1166      |
| Цигани              | -         |
| Други               | -         |
| Не се самоопределят | -         |
| Неотговорили        | 184       |

## Обществени институции
Село Люляково към 2020 г. е център на кметство Люляково.
В село Люляково към 2020 г. има:
- действащо средно училище „Отец Паисий“;[17]
- действащо читалище „Просвета – 1929 г.“;[18][19]
- постоянно действаща джамия;[20]
- действаща само на големи религиозни празници църква „Света Богородица“;[21]
- пощенска станция.[22]

## Култура
- Мъжки манастир „Св. св. Йоаким и Анна“ край селото, който е действащ и продължава да се възстановява.[23]
- Фолклорен състав към читалището, инициативен и деен – традиционни битови обичаи, ритуали, редовни участия в събори и надпявания; в Люляково все още е налице уникален самобитен фолклор.
- Паметна плоча от черен мрамор, монтирана на стената на сградата на училището и посветена на загиналите във войните през 1912 – 1913 г. и 1915 – 1918 г. с надпис „Загинали за Родината от с. Люляково, ок. Айтоска; Слава на ГероитҌ“ и списък на загиналите.[24]
- Съхранявана в читалището паметна плоча от бял мрамор, посветена на загиналите в Отечествената война, с надпис „Загинали в Отечествената война от село Люляково; Слава на Героите“ и списък на загиналите.[24]

Българските традиции още се тачат – през зимата коледари обикалят къщите и пеят песни за здраве и берекет, а напролет млади момичета – „лазарки“ обикалят домовете, пеят песни и оглеждат момците. Стопанинът на дома ги дарява с яйца, плодове и дребни подаръци.

## Икономика
В селото се намира заводът за производство на кабелни системи за автомобили Нурсан Отомотив с около 900 служители, който към 2022 година е петото по обем на продажбите предприятие в област Бургас.
Поминъкът на населението към 2020 г. се основава на земеделие и животновъдство, а голяма част от жените в селото работят в двата шивашки цеха. Има дърводелски цех, мандра, керамичен цех. Има магазини за хранителни стоки, бензиностанция, както и автокомплекс на фирма ДАКАР 2004 състоящ се от пункт за годишни технически прегледи, автосервиз, магазин за авточасти, автоморга и автомивка. За износ се изкупуват билки и гъби.

## Редовни събития
Всяка година на 24 май в Читалищния дом се състои концерт. Участници са децата от местното училище и детската градина. Освен това всяка година на 3 март се провежда кратко тържество в което участват учениците от училището и фолклорния състав към читалището.
Ежегодно се чества и Ден на християнското семейство.